# Melanagromyza verbenae
Melanagromyza verbenae este o specie de muște din genul Melanagromyza, familia Agromyzidae, descrisă de Spencer în anul 1982. Conform Catalogue of Life specia Melanagromyza verbenae nu are subspecii cunoscute.